# Gilsdorf (Duitsland)
Gilsdorf is een plaats in de Duitse gemeente Bad Münstereifel, deelstaat Noordrijn-Westfalen.